# Famílias Ricas - México
Famílias Ricas - México é uma série de televisão americana que estreou no Bravo em 26 de fevereiro de 2019.

## Enredo
Famílias Ricas - México segue três famílias ricas na Cidade do México e seus estilos de vida exagerados. Os Allendes, Bessudos e Madrazos estão conectados entre si por meio de relacionamentos pessoais e profissionais que datam de décadas.

## Produção
Bravo procurou Jaime Dávila, ex-executivo de desenvolvimento da Bravo, com o interesse de criar uma série de televisão na Cidade do México. Depois que Dávila lhes disse que seria difícil encontrar "mexicanos ricos dispostos a abrir suas vidas", como pediram os executivos da Bravo, a rede conectou sua empresa de produção à Shed Media, que produz The Real Housewives of New York City, para montar um elenco e uma série.